# Sathing Phra
Sathing Phra (em tailandês: สทิงพระ) é um distrito da província de Songkhla, no sul da Tailândia. É um dos 16 distritos que compõem a província. Sua população, de acordo com dados de 2012, era de 50 089 habitantes, e sua área territorial é de 120 km².